# Miltogramma kirgisorum
Miltogramma kirgisorum är en tvåvingeart som beskrevs av Boris Borisovitsch Rohdendorf 1930. Miltogramma kirgisorum ingår i släktet Miltogramma och familjen köttflugor.
Artens utbredningsområde är Uzbekistan. Inga underarter finns listade i Catalogue of Life.